# 日本鳞沙蚕
日本鳞沙蚕（学名：Aphrodita japonica）为鳞沙蚕科鳞沙蚕属的动物。分布于日本海、阿拉斯加、北美至厄瓜多尔以及中国东海、台湾海峡、福建等海域。